# Future Entertainment
Future Entertainment（フューチャー・エンターテイメント）は、日本のアダルトビデオメーカー。主にゲイビデオの制作・販売を行っている。

## 概要
ジャニーズ系・可愛い系のゲイビデオが中心となっている。レーベルは「VICTORY」、「BLADE」、「Addict」の3つがある。

## レーベル
- VICTORY
- BLADE
- Addict